# Twins (EP de 2001)
Twins (AVEP) foi o primeiro EP de Twins e foi lançado em agosto de 2001. Ele continha 3 videoclipes e 6 músicas. Entre elas a música, Ming Ai An Lian Bu Xi (明愛暗戀補習社).

## Conteúdo do CD
1. Dados De Computador Não Pode Ser Jogado
2. Ming Ai Uma Lian Bu Xi Ela (明愛暗戀補習社) (Música, Vídeo)
3. Nu Xiao Nan Sheng (女校男生) (Música, Vídeo)
4. Ming Ai Uma Lian Bu Xi Ela (明愛暗戀補習社) produção de realce(Música, Vídeo)
5. Kuai Shu Shi Dai (快熟時代) (Rápido Amadurecimento Era)
6. Ming Ai Uma Lian Bu Xi Ela (明愛暗戀補習社) (Assembly Mix) (Abre Amor, Amor Secreto, Tutoria Instituto)
7. Nu Xiao Nan Sheng (女校男生) (Escola de Raparigas, Estudante do sexo Masculino)
8. Huan Ji (換季) (Mudança das Estações)
9. Mang Tou Wu Ying (盲頭烏蠅) (Cego Dirigiu Voar)
10. Ming Ai Uma Lian Bu Xi Ela (明愛暗戀補習社)(Após a Escola Mix) (Abre Amor, Amor Secreto, Tutoria Instituto)